# Шукор, Шейх Музафар
Ше́йх Музафа́р Шуко́р (малайск. Sheikh Muszaphar Shukor Al Masrie bin Sheikh Mustapha; род. 27 июля 1972, Куала-Лумпур, Малайзия) — первый и единственный космонавт (ангкасаван) Малайзии.

## Биография
Он работает врачом-ортопедом и преподаёт медицину в Университете Кебангсаан (Банги, Селангор).
В начале 2006 года Шейх Музафар был отобран вместе с тремя другими кандидатами из 11 тысяч претендентов. После прохождения тестов в Звёздном городке он был отобран в качестве основного кандидата на космический полёт. Его дублёром был назначен Фаиз Халид.
Шейх Музафар отправился в космический полёт вместе с Юрием Маленченко и Пегги Уитсон на корабле «Союз ТМА-11», стартовавшем в 13:22 UTC 10 октября 2007 года. Пробыл в космосе 10 дней, из которых 9 — на МКС. На станции Шейх Музафар выполнил эксперименты для EKA и в интересах национальной программы Малайзии. В частности, изучал влияние микрогравитации на координацию движений глаз и головы, вестибулярную адаптацию, изменения в раковых клетках и кристаллизацию белков в космосе.
21 октября 2007 года в 10:36 UTC спускаемый аппарат космического корабля «Союз ТМА-10» с Шейхом Музафаром и экипажем 15-й экспедиции МКС Олегом Котовым и Фёдором Юрчихиным приземлился севернее города Аркалык (Казахстан). Посадка проходила нештатно, после разделения отсеков спускаемый аппарат был переведён на траекторию баллистического спуска. Полная продолжительность полёта космонавта составила 10 сут 20 ч 14 мин.
Полёт малайзийского космонавта был оговорён в межгосударственном договоре между Россией и Малайзией. По этому договору Малайзия закупает у России вооружения на сумму 975 миллионов долларов. Помимо поставки вооружений, Россия обязалась отправить в космос первого малайзийского космонавта. По-малайски космонавт называется ангкасаван (малайск. angkasawan)[значимость факта?].